# Puntigam
Puntigam est un quartier ouvrier situé au sud de la ville autrichienne de Graz. Le centre d'activité principal est la brasserie Puntigam. 
On y trouve également la gare ferroviaire de Graz-Puntigam.